# Quindici giorni con Montalbano
Quindici giorni con Montalbano è una antologia di quindici racconti di Andrea Camilleri pubblicata per la prima volta nel 1999 da Mondadori Scuola, tratta da Un mese con Montalbano. Il libro è un'edizione per la lettura nelle scuole a cura di Antonietta Italia e Enrico Saravalle.
Il titolo si collega al numero di racconti relativi ad altrettante indagini del commissario Montalbano così come vengono narrate nel libro da cui sono tratte.

## Edizioni
- Andrea Camilleri, Quindici giorni con Montalbano, Mondadori Scuola, 1999,  p. 210, ISBN 9788824712712.